# .tt
.tt je internetová národní doména nejvyššího řádu pro Trinidad a Tobago.